# Molecular Structure of Nucleic Acids: A Structure for Deoxyribose Nucleic Acid
Molecular Structure of Nucleic Acids: A Structure for Deoxyribose Nucleic Acid (în română Structura moleculară a acizilor nucleici: o structură pentru acidul dezoxiribonucleic) este titlul unui articol publicat în 1953 în revista Nature de James D. Watson și Francis Crick.
Aceasta este prima publicație în care e descrisă descoperirea structurii de dublă elice a acidului dezoxiribonucleic. Ea conține răspunsul simplu și elegant la o întrebare fundamentală cu privire la organismele vii: Cum este posibil ca instrucțiunile genetice să fie păstrate în organisme și cum sunt ele transmise din generație în generație? Descoperirea a avut un impact major în biologie și în special în genetică; ea a deschis calea înțelegerii codului genetic.